# Мить ока (фільм, 1993)
«Мить ока» — трилер 1993 року, головною героїнею якого — сліпа жінка, яка після операції отримала зір та невдовзі стала свідком вбивства.

## Сюжет
Молода скрипалька Емма погодилась на операцію по відновленню її зору, який вона повністю втратила у восьмирічному віці. Головна героїня почала знову бачити, але ця можливість у неї була час від часу. Одного дня вона почула шум у сусідській квартирі та побачила підозрілого чоловіка. Емма викликає поліцію, які констатують убивство. За справу беруться детективи Голлстром і Ріджелі. Злочинець починає переслідувати жінку. Життя єдиного свідка злочину стає під загрозою.

## У ролях
| Актор         | Роль              |
| ------------- | ----------------- |
| Медлін Стоу   | Емма Броуді       |
| Айдан Квінн   | Джон Голлстром    |
| Джеймс Ремар  | Томас Ріджелі     |
| Брюс А. Янг   | лейтенант Мітчелл |
| Пол Діллон    | Ніл Букер         |
| Лорі Меткалф  | Кендіс            |
| Метт Рот      | офіцер Кроу       |
| Пітер Фрідман | Раян Пірс         |

## Створення фільму

### Виробництво
Зйомки фільму проходили в Чикаго, Іллінойс, США.

### Знімальна група
- Кінорежисер — Майкл Ептед
- Сценарист — Дана Стівенс
- Кінопродюсер — Девід Блокер
- Композитор — Бред Фідель
- Кінооператор — Данте Спінотті
- Кіномонтаж — Рік Шейн
- Художник-постановник — Ден Бішоп
- Артдиректор — Джефферсон Сейдж
- Художник-декоратор — Даянна Фріс
- Художник по костюмах — Сюзан Лайолл[2].

## Сприйняття

### Критика
Фільм отримав змішані відгуки. На сайті Rotten Tomatoes оцінка стрічки становить 64 % від кінокритиків із середньою оцінкою 5,6/10 (22 голоси) і 45 % на основі 4 586 відгуків від глядачів (середня оцінка 3/5). Фільму зарахований «стиглий помідор» і «розсипаний попкорн» від глядачів, Internet Movie Database — 6,2/10 (6 836 голосів).

### Номінації та нагороди
| Нагороди та номінації фільму «Мить ока» | Нагороди та номінації фільму «Мить ока» | Нагороди та номінації фільму «Мить ока» | Нагороди та номінації фільму «Мить ока» | Нагороди та номінації фільму «Мить ока» | Нагороди та номінації фільму «Мить ока» |
| Рік                                     | Кінофестиваль/кінопремія                | Категорія/нагорода                      | Номінант                                | Результат                               |                                         |
| --------------------------------------- | --------------------------------------- | --------------------------------------- | --------------------------------------- | --------------------------------------- | --------------------------------------- |
| 1994                                    | Кінофестиваль у Карлових Варах          | «Кришталевий глобус»                    | Майкл Ептед                             | Номінація                               |                                         |
| 1995                                    | Премія Едгара Алана По                  | Найкращий кінофільм                     | Дана Стівенс                            | Номінація                               |                                         |